# روبرت كراوتش كيني
روبرت كراوتش كيني هو سياسي أمريكي، ولد في 4 يوليو 1813 في بلفيل في الولايات المتحدة، وتوفي في 2 مارس 1875 في سايلم في الولايات المتحدة.